# Боиштеа (Њамц)
Боиштеа (рум. Boiștea) насеље је у Румунији у округу Њамц у општини Петрикани. Oпштина се налази на надморској висини од 427 m.

## Становништво
Према подацима из 2002. године у насељу је живело 951 становника, од којих су сви румунске националности.